# Guéorgui Markov (écrivain bulgare)
Pour les articles homonymes, voir Guéorgui Markov et Markov.
Guéorgui Ivanov Markov (en bulgare : Георги Иванов Марков) (Sofia, 1er mars 1929 - Balham, Londres, 11 septembre 1978) est un dissident bulgare, auteur de romans et de pièces de théâtre, assassiné par les services secrets bulgares en 1978.
Il travaille comme romancier et dramaturge avant de s'enfuir de la Bulgarie en 1969, alors État communiste dirigé par le secrétaire général du Parti communiste Todor Jivkov. Après son départ vers l'Ouest, il devient journaliste pour la BBC World Service, la Radio Free Europe fondée aux États-Unis, et la Deutsche Welle allemande. Il critique de nombreuses fois le régime communiste bulgare à la radio, et c'est sans doute pour cela que le gouvernement aurait décidé de le faire assassiner avec l'aide du KGB.

## Vie en Bulgarie
Guéorgui Markov est né le 1er mars 1929 à Kniajevo près de Sofia. Après avoir obtenu son baccalauréat en 1946, il mène des études de chimie industrielle à l'université et enseigne cette matière dans un lycée technique.
À 19 ans, atteint de la tuberculose, il est contraint à des séjours réguliers dans plusieurs hôpitaux et se met à écrire. En 1957, il publie le roman La Nuit de Celsius, bientôt suivi par Les Vainqueurs d'Ajax (1959) et par deux recueils de nouvelles (1961). En 1962, son roman Hommes remporte le prix annuel de l'Union des écrivains bulgares, ce qui le fait accepter comme membre de l'Union, prérequis pour une carrière d'écrivain professionnel en Bulgarie communiste.
Guéorgui Markov travaille à la maison d'édition « Narodna Mladej », tandis que les recueils Un portrait de mon Double (1966) et Les Femmes de Varsovie (1968) confortent sa place chez les jeunes écrivains les plus talentueux de Bulgarie. Markov écrit aussi un nombre de pièces de théâtre, mais la plupart ne sont jamais jouées où sont retirées du répertoire théâtral par la censure communiste : S'écrouler sous l'arc-en-ciel, L'Ascenseur, Assassinat dans le cul-de-sac, Les Communistes et J'étais lui. Son roman Le Plafond est interdit de publication au milieu de son impression, car il décrit, en termes allégoriques, et comme certain, l'écroulement du plafond du moulin d'acier Lénine. Markov fait partie des auteurs du scénario de la série TV populaire À chaque borne kilométrique, et créa le personnage du détective de la Seconde Guerre mondiale Velinski et de son ennemi juré le résistant Dejanov.
Durant cette période et en dépit de la censure de certains de ses ouvrages, Guéorgui Markov est un des écrivains et poètes acclamés que Todor Jivkov tenta d'amadouer pour que leur travail serve de propagande au régime. Son style de vie de bohème à cette époque de son existence est inconnu de la plupart de ses compatriotes.

## Écrivain et dissident
En 1969, Guéorgui Markov se rend en Italie où son frère vit, au départ pour attendre la fin du tumulte autour de ses pièces, mais change d'avis et décide de rester à l'Ouest, surtout après septembre 1971 lorsque le gouvernement bulgare refuse de prolonger son passeport. Il s'installe à Londres, où il apprend l'anglais et commence à travailler au bureau bulgare du BBC World Service en 1972. Il essaye en vain de se frayer un chemin dans l'industrie du film, comptant sur l'aide de Peter Uvaliev. Il travaille également plus tard chez Radio Free Europe et à la Deutsche Welle où il critique l'intervention du régime communiste dans la vie culturelle bulgare. Considéré comme un opposant par le régime, celui-ci suspend son adhésion à l'Union des Écrivains bulgares et le condamne par contumace à six ans et demi de prison. Ses travaux sont retirés des bibliothèques et des librairies et il est interdit de mentionner son nom dans les médias bulgares jusqu'en 1989. Les services secrets lui avaient fait un dossier sous le nom de code « l'Errant ».
En 1974, on joue à Londres S'écrouler sous un arc-en-ciel, et il gagne le premier prix à Édimbourg avec la pièce L'Archange Michel écrite en anglais. Le roman L'Honorable chimpanzé droit, coécrit par David Philips, est publié après sa mort. En 1975, Markov épouse Annabelle Dilk qui lui donne une fille, Alexandra-Raina, un an plus tard. Entre 1975 et 1978, Markov travaille sur ses Reportages in absentia, analyses de la vie en Bulgarie communiste, diffusés de façon hebdomadaire sur Radio Free Europe. Leur critique du gouvernement communiste et de son secrétaire général Todor Jivkov font de Markov un des ennemis du régime les plus exécrés. Ces reportages sont publiés après la chute du gouvernement communiste en Bulgarie. En 2000, Guéorgui Markov reçoit à titre posthume l'Ordre de Stara Planina, le plus grand honneur du pays pour sa « contribution significative à la littérature, au drame et à la non-fiction bulgare et pour sa position et sa confrontation exceptionnellement civiques contre le régime communiste. »

## Assassinat

### Victime du «parapluie bulgare»
Des agents de la police secrète bulgare assistés du KGB avaient déjà tenté deux fois de se débarrasser de Markov. La troisième est fructueuse. Le 7 septembre 1978 (jour de l'anniversaire de Todor Jivkov), Guéorgui Markov, après avoir traversé Waterloo Bridge, attendait à un arrêt de bus à Londres lorsqu'il est heurté à la jambe par un homme portant un parapluie. L'homme s'excusa et partit.
Guéorgui Markov raconte plus tard aux médecins que l'homme avait parlé avec un accent étranger. Il se rappelle également avoir senti une piqûre douloureuse lorsque la pointe du parapluie l'a touché.
Lorsque l'écrivain arrive à son bureau de la BBC World Service, il remarque qu'une petite boursouflure rouge s'était formée là où le parapluie l'avait heurté, et que celle-ci est toujours douloureuse. Le soir-même, il est pris d'une importante fièvre et admis à l'hôpital à Balham, où il meurt trois jours plus tard.

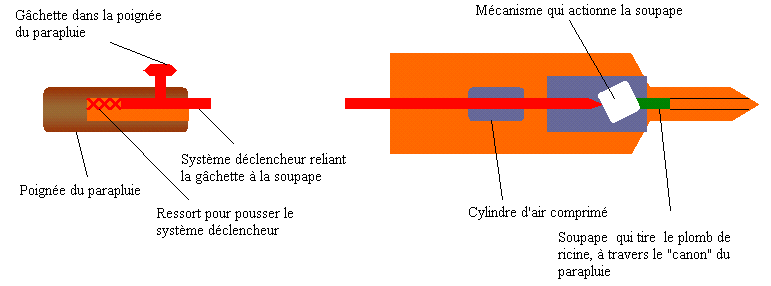
Schéma possible de la pointe du parapluie qui aurait tué Markov.

### Enquête approfondie
Markov ayant exprimé aux médecins la suspicion d'avoir été empoisonné, et vu les conditions mystérieuses de la mort, Scotland Yard ordonne une autopsie. Les médecins légistes découvrent un petit projectile sphérique et métallique, de la taille d'une tête d'épingle, niché dans son mollet.
Il mesure exactement 1,52 mm de diamètre et est composé de 90 % de platine et de 10 % d'iridium. Deux orifices de 0,35 mm de diamètre y sont percés, formant une cavité en forme de X. Des experts de Porton Down trouvent dans l'objet des traces de ricine toxique. Une substance mielleuse empâte les trous pour former une bulle qui maintenait la ricine dans les cavités. Cet enrobage inédit a été créé pour fondre à 37 °C, soit la température d'un corps humain. Quand le projectile est introduit dans la jambe de Markov, c'est ce qui se produit et la ricine est absorbée dans les vaisseaux sanguins. Même si les médecins qui traitaient Markov à l'hôpital avaient su qu'il avait été empoisonné à la ricine, ils n'auraient rien pu faire, car il n'y a aucun antidote connu à ce poison.
Dix jours avant le meurtre, on tente de tuer un autre dissident bulgare, Vladimir Kostov, dans une station de métro parisienne. Les médecins ont trouvé la même sorte d'objet dans sa peau. Cependant, l'enrobage semble avoir été endommagé avant ou pendant l'injection, et seule une infime portion du poison infiltra le sang, ce qui ne provoque que la fièvre. Kostov rapporta que le coup venait d'un homme qui portait un petit sac, mais pas de parapluie. La complexité du mécanisme indiquait en tout état de cause une action commanditée par un État.
Vladimir Fédorovski rapporte que l'arme employée était dissimulée dans un parapluie américain appartenant à un lot acheté par le KGB à Washington, et dont la pointe a été modifiée pour accueillir un pistolet silencieux. C'est le pouvoir bulgare qui fait pression sur le pouvoir soviétique central pour obtenir la coopération du KGB, Andropov laissant faire.
Les dossiers, attachés à la Direction n° 6 des services secrets bulgares, ont totalement disparu ou ont été détruits intégralement au début de 1990, afin de supprimer les traces relatives à son assassinat commis par des employés et agents de la Sécurité d’État.